# Diecezja Goma
Diecezja Goma – diecezja rzymskokatolicka  w Demokratycznej Republice Konga. Powstała w 1959 jako wikariat apostolski. Diecezja od tego samego roku.

## Biskupi diecezjalni
- Joseph Mikararanga Busimba (1960 – 1974)
- Faustin Ngabu (1974 – 2010)
- Théophile Kaboy (2010 – 2019)
- Willy Ngumbi (od 2019)